# Gabriele Goettle
Gabriele Goettle, född 31 maj 1946 i Aschaffenburg, är en tysk journalist och författare, känd för sina reportage.
Efter studier i bland annat i itteratur- och konstvetenskap i Berlin blev Goettle 1976 medutgivare av en anarkistisk och feministisk tidskrift. På 1980-talet började hon skriva reportage om tysk vardagsverklighet i dagstidningen Die Tageszeitung (taz), vilka utgavs samlade i Freibank (1991). I Deutsche Sitten: Erkundungen in Ost und West (1991) skildrar hon människor på det tyska samhällets undersida. Hon låter dessa människor komma till tals utan egna kommentarer, låter ofta samtalen följa osannolika vägar och blandar stort med smått, något som utmärker även Deutsche Bräuche: Ermittlungen in Ost und West (1994) och Deutsche Spuren Erkenntnisse aus Ost und West (1997). I Die Ärmsten! wahre Geschichten aus dem arbeitslosen Leben (2000), skildrar hon socialt utslagna i Berlin. I Experten (2004) låter hon 32 människor med vitt skilda sociala tillhörigheter berätta om sina liv och i Der Augenblick Reisen durch den unbekannten Alltag (2012) återger hon 26 kvinnors berättelser.